# Nietta Mordeglia
Antonietta Mordeglia, detta Nietta, nota anche con lo pseudonimo di Misa Mordeglia Mari (La Spezia, 25 gennaio 1894 – Torino, 26 febbraio 1992), è stata un'attrice italiana del cinema muto.

## Biografia
Giovanissima, nel 1912 entrò nella Compagnia Drammatica Italiana di Tina Di Lorenzo e Armando Falconi presso il Teatro Manzoni di Milano, dove incontrò Febo Mari, al quale presto si legò sentimentalmente. Nel 1916 debuttò nel cinema con l'interpretazione nel film Cenere con Eleonora Duse, diretta e accanto al compagno, così come anche negli altri sei film, soprattutto ne Il fauno, dove interpretò il ruolo della protagonista femminile.
Negli anni trenta entrò all'EIAR come attrice, e nel 1938 sposò il compagno Febo Mari. A partire dal dopoguerra fu attrice e anche regista presso la Compagnia di prosa di Torino della Rai. Apparve per l’ultima volta nel ruolo di una vecchia e nobile dama nello sceneggiato Una donna per la regia di Gianni Bongioanni del 1977 e con protagonista Giuliana De Sio.

## Prosa radiofonica
- EIAR
- La ballata del grande invalido di Ernesto Caballo, regia di Aldo Silvani, trasmessa il 23 novembre 1939.
- Le tre sorelle di Anton Čechov, regia di Enzo Ferrieri, trasmessa il 19 ottobre 1942.
- La locanda della luna di Umberto Fracchia, regia di Pietro Masserano Taricco, trasmessa il 25 gennaio 1943.
- Oreste Pilade e Pippo di Marco Praga, regia di Enzo Ferrieri, trasmessa il 28 gennaio 1943.
- Il mare dalla finestra, commedia di Giuseppe Lanza, regia di Enzo Ferrieri (1943)
- RAI
- Stasera o mai più di Umberto Morucchio, regia di Eugenio Salussolia, trasmessa l'11 marzo 1954.
- Virginia di Castiglione, radiodramma di Mario Vani, regia di Vittorio Brignole, trasmessa il 25 luglio 1955.
- Tristi amori di Giuseppe Giacosa, regia di Eugenio Salussolia, trasmessa il 9 aprile 1957.
- Pesci rossi di Umberto Morucchio, regia di Eugenio Salussolia, trasmessa il 14 ottobre 1957.
- Orfani, radiodramma di Gerald Victory, regia di Eugenio Salussolia, trasmessa il 14 gennaio 1961
- Vecchio valzer di Neera, regia di Ernesto Cortese, trasmessa il 14 giugno 1963.

## Filmografia
- Cenere (1916)
- Il fauno (1917)
- Attila (1918)
- ...e dopo? (1918)
- L'orma (1919)
- Casa di bambola (1919)
- Giuda (1919)